# Güterwagen der geschweißten Bauart
Die Güterwagen der geschweißten Bauart wurden von der Deutschen Reichsbahn von 1933 bis etwa 1945 entwickelt und gebaut. Mit Einführung der Schweißtechnologie im Jahre 1933 wurden fast alle Wagenteile durch Schweißung und nicht mehr durch Nieten miteinander verbunden. Diese Güterwagen wurden für beispielsweise höhere Geschwindigkeiten oder für ein höheres Ladegewicht durch die Verwendung von verschiedenen Stahlsorten und anderer technischer Veränderungen gebaut, die Weiterentwicklung wurde aber durch die Kriegsauswirkungen so stark beeinflusst, dass die Deutsche Reichsbahn schon 1939 die Bauweise der Güterwagen den neuen wirtschaftlichen Umständen anpassen musste. Da es beim Wechsel von der Austauschbauart zur geschweißten Bauart zu Überschneidungen kam, lässt sich der zeitliche Wechsel nicht genau eingrenzen, einige Standardgüterwagen und deren Bauarten sind im Artikel Güterwagen-Bauarten-Übersicht bis 1945 zu finden. Die während des Zweiten Weltkrieges gebauten Güterwagen, die nur den Transportbedarf des Militärs decken sollten, sind Güterwagen der Kriegsbauart.
Schon seit 1921 wird bei der Entwicklung aller Güterwagenarten unterschieden zwischen Güterwagen ohne besondere Merkmale, die dem Standard oder der Norm entsprechen, und solchen mit besonderen Merkmalen, die daher über eine besondere Ausstattung oder über besondere Eigenschaften verfügen.
So wurden auch die Güterwagen in geschweißter Bauart eingeteilt in:
- Güterwagen der Regelbauart, Standardgüterwagen ohne besondere Merkmale
- Güterwagen der Sonderbauart, Güterwagen mit besonderen Merkmalen

## Entwicklungsgeschichte
Die Güterwagen der Austauschbauart waren zu aufwendig konstruiert, um diese weiter wirtschaftlich bauen zu können. Daher begann die Deutsche Reichsbahn, alle Güterwagengruppen unter wirtschaftlichen Aspekten und auch wegen der zunehmenden Konkurrenz der Lastkraftwagen im Transportwesen neu zu konstruieren beziehungsweise deren Bauweise anzupassen. Dies führte dazu, dass ab 1932 eine Versuchsserie mit verschiedenen Wagenarten gestartet wurde. Das Ziel war, eine Serienfertigung zu entwickeln, in der die gedeckten Güterwagen für eine höhere Geschwindigkeit als 65 km/h zugelassen werden konnten und die offenen Güterwagen ein höheres Ladegewicht als 15 Tonnen haben sollten. Die Geschwindigkeitserhöhung war nötig, um Güterwagen in Durchgangseilzügen einsetzen zu können, sowie das Mitführen von Güterwagen in Reisezügen zu ermöglichen. Durch den Einsatz von verschiedenen Materialien und Fertigungstechnologien wurde eine effizientere Wagenproduktion erreicht und die neuentwickelten Güterwagen wurden stetig weiterentwickelt und deren Bauweise optimiert. 

## Die Güterwagen der Regelbauart

### Gedeckte Güterwagen

#### Gedeckter Güterwagen
Gattungszeichen Gs, Gattungsbezirk Oppeln

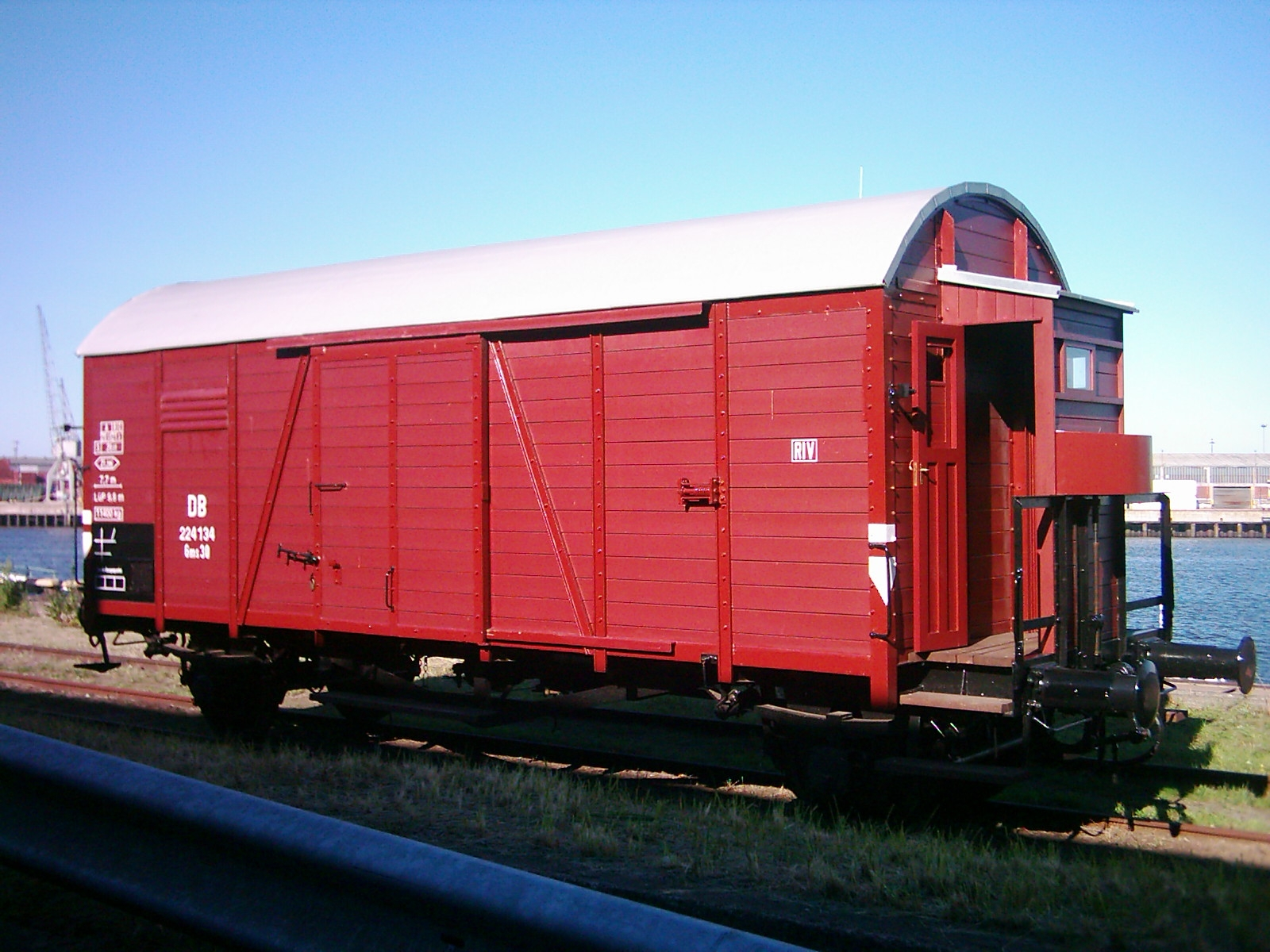
Gedeckter Güterwagen der Wagengattung „Gs Oppeln“

Um die Anforderungen für einen schnelleren Stückguttransport zu erfüllen, wurden ab 1937 die schnelllaufenden Güterwagen der Wagengattung „Gs Oppeln“ in Serie gebaut. Durch einen Achsstand von 6000 mm, äußere Langträger und siebenlagige und 1400 mm lange Tragfedern konnten die Wagen für eine Höchstgeschwindigkeit von 90 km/h zugelassen werden. Die Wagen hatten ohne Handbremse eine Länge über Puffer (LüP) von 9100 mm, ein Ladevolumen von 45 m³, ein Ladegewicht von 15 Tonnen und eine Tragfähigkeit von 17,5 Tonnen. Sie verfügten über ein spitz zulaufendes Sprengwerk und wurden mit einer Hildebrand-Knorr-Druckluftbremse (Hik-GP) ausgerüstet.
Diese Wagengattung wurden in verschiedenen Ausführungen gebaut. So wurde beispielsweise die erste Serie dieser Wagen als Grs übergangsfähig in das Breitspurnetz der UdSSR ausgeliefert. Es gab sie sowohl mit einer Dampfheizleitung (Ghs) als auch mit einer elektrischen Heizung und einer Dampfheizleitung (Gehs) ausgerüstet. Die ersten Versuchswagen wurden schon 1934 gebaut, um eine Alternative zur Wagengattung Gr Kassel zu finden. Diese Güterwagen werden umgangssprachlich auch als „kurzer Oppeln“ bezeichnet.

#### Gedeckte großräumige Güterwagen
Gattungszeichen Glhs, Gattungsbezirk Dresden
Nach den Erfahrungen mit dem 1933 gebauten genieteten Wagen der Wagengattung Glhs Dresden der Austauschbauart wurde ein völlig neuer zweiachsiger gedeckter Güterwagen entwickelt, der „Glhs Dresden“ der geschweißten Bauart (später umgangssprachlich auch „langer Oppeln“ genannt). Die Ergebnisse der Versuchswagen mit einem Achsstand von 7700 mm sowie mit Tragfedern von 1650 und 1800 mm Länge hatten ergeben, dass sich durch Veränderung des Achsstandes und der Tragfedern sehr gute Schnellfahreigenschaften erreichen lassen. Daraus resultierte eine Güterwagengattung mit einer Länge über Puffer von 10 800 mm mit Handbremse, die dadurch 2000 mm kürzer war als die meisten gedeckten großräumigen Güterwagen.
Diese Wagen hatten einen Achsstand von 7000 mm, ein Ladegewicht von 15 Tonnen und bedingt durch die neunlagigen und 1800 mm langen Tragfedern eine Tragfähigkeit von 15,75 Tonnen. Während die meisten großräumigen Güterwagen des Gattungsbezirks Dresden über eine Ladefläche von 29,4 m² verfügten, hatten diese Wagen eine Ladefläche von nur 24,2 m². Diese Wagen verfügten über ein Tonnendach, 2000 mm breite Schiebetüren, Hülsenpuffer und eine Kunze-Knorr-Personenzugbremse (Kkpbr). Ihre Ladelänge betrug aber nur 8720 mm, ihre Ladebreite aber 2780 mm und sie waren damit etwas breiter als andere gedeckte großräumige Güterwagen. Alle gebauten Wagen waren mit einer Dampfheizleitung ausgestattet und für eine Geschwindigkeit von 90 km/h zugelassen. Von 1934 bis 1937 entstanden etwa 1633 Exemplare mit Handbremse.
Vom Glhs Dresden zum Ghs Oppeln
Durch die Anhebung des Grenzwertes der Ladefläche von 24 auf 26 m² im Jahr 1937 wurden die Wagen der Wagengattung „Glhs Dresden“ mit 24,2 m² Ladefläche dem „Gattungsbezirk Oppeln“ zugeordnet und dadurch zur Wagengattung „Ghs Oppeln“. 
- Wagen mit 1650 mm langen Federn: Gattungszeichen Gls, Gattungsbezirk Dresden; Siehe auch: Wagengattung: Glrhs Dresden
- Wagen mit Stirnwandtüren: Gattungszeichen Glt, Gattungsbezirk Dresden
- Großraumgüterwagen für Schnellzüge

Gattungszeichen GGhs, Gattungsbezirk Dresden
Diese vierachsigen gedeckten, großräumigen Güterwagen der geschweißten Bauart wurden ab 1934 gebaut und für den Einsatz in Reisezügen für eine Geschwindigkeit von mehr als 90 km/h entwickelt. Diese Großraumgüterwagen verfügten über zwei Drehgestelle Bauart Görlitz mit einem Achsstand von 2600 mm und siebenlagigen Wiegefedern, die Drehgestelle waren eine Entwicklung aus den Reisezugwagendrehgestellbauarten Görlitz III leicht und Görlitz IV leicht. Sie hatten eine Ladelänge von 15 520 mm, eine Länge über Puffer von 17 600 mm mit Handbremse, ihr Ladegewicht lag bei nur 15, ihre Tragfähigkeit bei 15,75 Tonnen und ihr Eigengewicht bei 22,7 Tonnen. Sie waren mit einer Dampfheizleitung ausgestattet und als Schnellläufergüterwagen für eine Geschwindigkeit von 120 km/h zugelassen. Weiter verfügten sie über einen offenen Bremserstand, Hülsenpuffer und eine Hildebrand-Knorr-Personenzugbremse. An jeder Wagenseite waren jeweils zwei 2000 mm breite Schiebetüren und zwei Lüftungsöffnungen angebracht.
Da das Untergestell von den Personenzugwagen abgeleitet wurde, waren die außenliegenden Langträger auf Grund der großen Länge zur Verstärkung fischbauartig ausgeprägt. 1935 verfügte die Deutsche Reichsbahn bereits über drei Versuchswagen, wovon einer dieser Wagen ein Tonnendach aus Stahlblech hatte, während dessen die anderen beiden noch Holzdächer hatten.
Gattungszeichen GGhs und GGths, Gattungsbezirk Bromberg

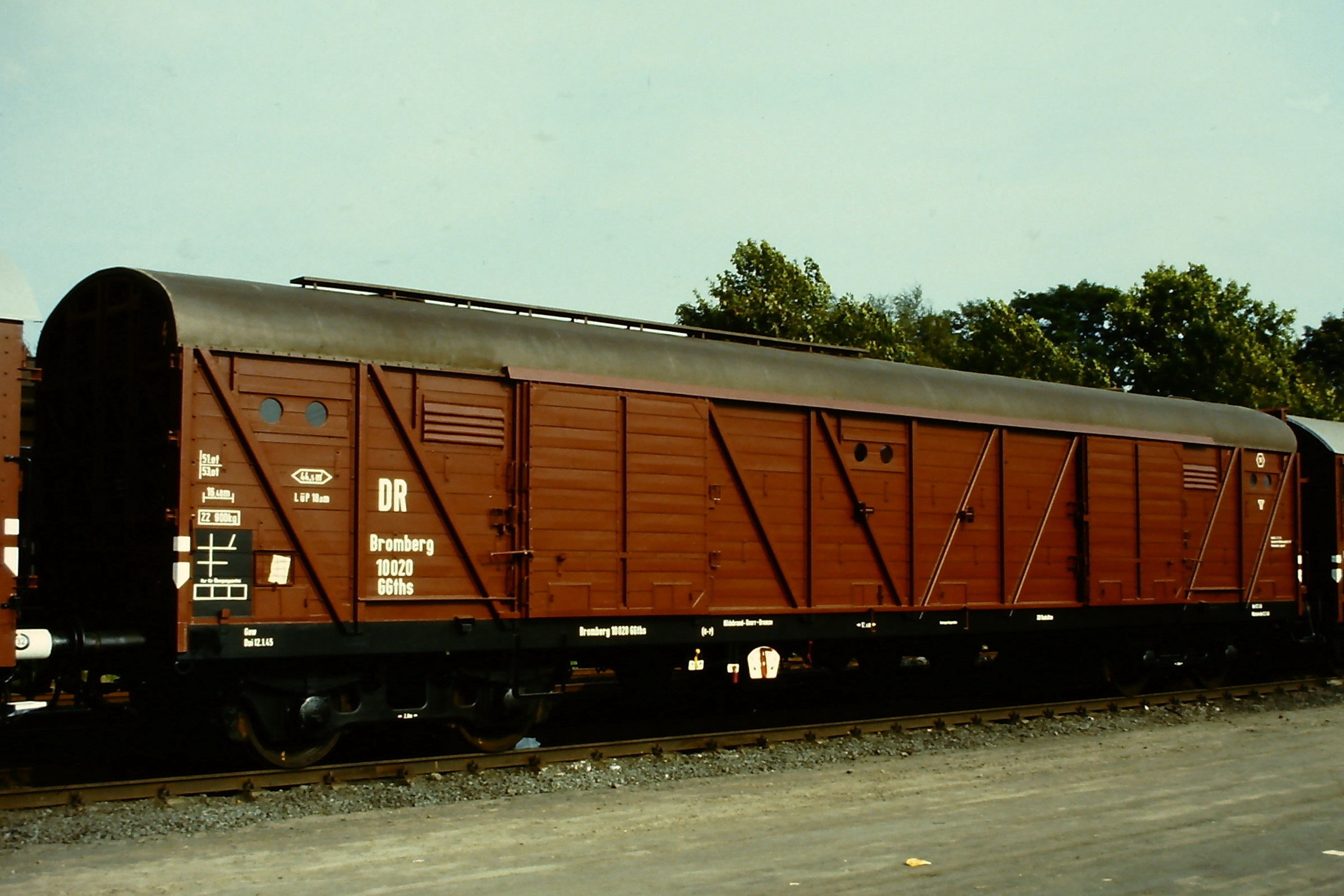
GGths 10 020

Von diesen vierachsigen Großraumgüterwagen wurden schon 1942 die ersten vier Versuchswagen der Wagengattung „GGhs Bromberg“ gebaut. 1944 folgten unter anderem noch einige Wagen der Wagengattung „GGths Bromberg“. Ihre Entwicklung ist wahrscheinlich auf den Transport von Kriegsmitteln zurückzuführen, da es aber keinen wirklichen Bedarf an dieser Wagenart gab, wurden davon auch nur sehr wenige gebaut. Sie hatten eine Ladelänge von 16 620 mm, ein Ladegewicht von 51 Tonnen, ein Eigengewicht von 21,8 Tonnen und eine Länge über Puffer von 18 000 mm. Sie waren mit einer Dampfheizleitung ausgestattet und als Schnellläufergüterwagen für eine Geschwindigkeit von 120 km/h zugelassen. Weiter verfügten sie über zwei 2000 mm breite Schiebetüren, über drei Ladeklappen und zwei Lüftungsluken auf jeder Wagenseite und über eine Hildebrand-Knorr-Druckluftbremse für Güterzüge (Hikg). Im Gegensatz zum GGhs verfügte der GGths noch über zwei Stirnwandtüren und war dadurch auch für den Fahrzeugtransport geeignet. Diese Ausführung war mit etwa 75 Wagen die meistgebaute dieser Wagengattung.

#### Klappdeckelwagen
Gattungszeichen K, Gattungsbezirk Wuppertal
Klappdeckelwagen wurden zur Beförderung nässeempfindlicher Schüttgüter wie Kalk oder Salz verwendet, aber im Laufe der Jahre von den gedeckten Selbstentladewagen weitgehend abgelöst. Daher waren die 1933 gebauten Wagen der Austauschbauart die letzten in Serie gebauten Klappdeckelwagen. 1935 beschaffte die DRG daher nur noch zwei geschweißte Versuchswagen mit einer Länge über Puffer von 9100 mm ohne Handbremse und einem Achsstand von 4.000 mm. Die Seitenwände waren durch eine senkrechte Strebe beiderseits der Tür in je zwei Felder geteilt. Zu einem Serienbau dieser Wagengattung kam es aber nicht mehr, da der schwierig zu entladende Klappdeckelwagen mittlerweile technisch überholt war.
Gattungszeichen Kmr, Gattungsbezirk Wuppertal
Trotz der Nachteile der Klappdeckelwagen wurde 1940 nochmals mit einer Neukonstruktion begonnen, aber es blieb bei nur acht gebauten Versuchswagen. Diese Wagen hatte eine Länge über Puffer von 9800 mm mit Handbremse, ein Ladevolumen von 28,6 m³, ein Ladegewicht von 20 und eine Tragfähigkeit von 21 Tonnen. Die auffälligsten äußerlichen Merkmale waren der Achsstand von 6000 mm, die außenliegenden Langträger und das Bremserhaus aus Blech mit halbrundem Dach. Alle Wagen wurden mit einer Hikg-Bremse ausgerüstet und verfügten über acht Dachklappen.

#### Verschlagwagen
Gattungszeichen V, Gattungsbezirk Altona/Hamburg
Nach den genieteten Verschlagwagen der Austauschbauart wurden zwischen 1936 und 1937 nur noch wenige geschweißte Wagen ausschließlich ohne Handbremse gebaut. Diese zum Transport von Kleinvieh (Schweine, Schafe, Ziegen, Geflügel usw.) gebauten Wagen hatten eine Länge über Puffer von 9100 mm, ein Ladevolumen von 54,2 m³, ein Ladegewicht von 15 und eine Tragfähigkeit von 17,5 Tonnen. Sie verfügten schon über neunlagige und 1650 mm lange Tragfedern, waren aber noch mit einer Kunze-Knorr-Bremse für Güterzüge ausgerüstet. Der Wagenkasten war wie ein Holzverschlag aufgebaut und ermöglichte so eine einfache Art der Frischluftzufuhr. Mit der Eingemeindung der vorher preußischen Stadt Altona nach Hamburg änderte sich 1937 der Gattungsbezirk von Altona in Hamburg.

### Offene Güterwagen

#### Kippfähige offene Güterwagen
Gattungszeichen Om, Gattungsbezirk Breslau
Diese zweiachsigen offenen Güterwagen wurde von 1935 bis 1939 ausschließlich ohne Handbremse gefertigt und die Wagenrahmen wurden aus Hohlträgern gefertigt. Ihre Länge über Puffer betrug 9100 mm ohne Handbremse, ihr Ladevolumen 33 m³ und ihr Ladegewicht lag bei 20 Tonnen. Ihre Tragfähigkeit betrug 21, ihr Eigengewicht 8,9 Tonnen und sie waren mit dreizehnlagigen Tragfedern von 1140 mm Länge ausgerüstet. Das auffälligste äußerliche Merkmal war das Sprengwerk zur Verstärkung der Bodenrahmenwinkel unterhalb den Türen.
Gattungszeichen Om, Gattungsbezirk Essen
Die ab 1937 gebauten zweiachsigen Wagen hatten die gleichen Abmessungen wie die Wagen der Wagengattung „Om Breslau“, sie verfügten aber über neunlagige Tragfedern von 1400 mm Länge und hatten ein höheres Eigengewicht von 10 Tonnen bedingt durch die verwendeten Walzprofile.
Gattungszeichen Omm, Gattungsbezirk Linz
Diese zweiachsigen offenen Güterwagen waren von der Entwicklung im Güterwagenbau am stärksten geprägt. Sie wurden schon 1937 entwickelt, aber mit der Serienproduktion wurde erst 1939 begonnen. Die Wagen hatten eine Achsstand von 6000 mm und eine Länge über Puffer von 10 100 mm ohne sowie 10 800 mm mit Handbremse. Sie verfügten über neunlagige Tragfedern von 1400 mm Länge, eine Hildebrand-Knorr-Güterzugbremse und alle Wagen hatten und ein räumliches Sprengwerk. Ihr Ladevolumen lag bei 24,03 m³, ihr Ladegewicht wurde auf 24,5 Tonnen festgelegt und ihre Tragfähigkeit lag bei 25,5 Tonnen. Sie hatten 1000 mm hohe, abnehmbare Seiten- und klappbare Stirnwände.
Die ersten Versuchswagen wurden 1938 nur ohne Handbremse gebaut und für ein Ladegewicht von 27,5 Tonnen im Sonderverkehr getestet. Sie hatten einen innenliegenden, fischbauchförmigen Langträger. Die zweite Bauart von 1940 hatten fischbauchartige Außenlangträger und die ab 1941 gebauten Wagen normale, gerade Außenlangträger.
| Baujahr   | Langträger                                 | Bauweise                  |
| --------- | ------------------------------------------ | ------------------------- |
| 1939–1940 | Innenliegende fischbauchförmige Langträger | Blechbauart, geschweißt   |
| 1940–1941 | Außenliegende Fischbauch-Langträger        | Leichtprofile, geschweißt |
| 1941–1943 | Normaler Außenlangträger u. Sprengwerk     | Regelformst., geschweißt  |

##### Gattungszeichen Ommu, Gattungsbezirk Villach
Diese neuentwickelten offenen Wagen waren weitgehend baugleich mit den Wagen des Gattungsbezirks Linz. Sie hatten aber eine Bordwandhöhe von 1550 mm, klappbare Stirnwände und ein Ladevolumen von 37,26 m³ bei gleichem Ladegewicht von 24,5 Tonnen. Außerdem hatten sie ein Bremserhaus aus Blech mit halbrundem Dach. Wie die ab 1941 gebaute Wagen des Gattungsbezirks Linz hatten sie einen Rahmen mit außenliegenden Langträgern, ein räumliches, spitz nach unten zulaufendes Sprengwerk, eine Hildebrand-Knorr-Druckluftbremse für Güterzüge und neunlagige, 1400 mm lange Tragfedern. Diese Wagen waren aber für den Transport von Militärfahrzeugen ungeeignet.

#### Rungenwagen

##### Gattungszeichen R, Gattungsbezirk Stuttgart
Von 1936 bis 1938 wurden diese Rungenwagen ausschließlich ohne Handbremse gefertigt. Sie hatten einen Achsstand von 7000 mm, eine Ladelänge von 10 720 mm, ein Ladegewicht von 15 Tonnen und eine Länge über Puffer von 12 800 mm. Diese mit 22 hölzernen Rungen gebauten Wagen wurden auch teilweise für den Übergang auf russische Breitspur ausgelegt. Sie verfügten aber schon über neunlagige und 1650 mm lange Tragfedern, waren aber noch mit der Kunze-Knorr-Bremse für Güterzüge ausgerüstet worden. Sie unterschieden sich optisch gut von den Rungenwagen der Austauschbauart durch das räumliche, diagonale Sprengwerk.

##### Gattungszeichen Rs, Gattungsbezirk Stuttgart

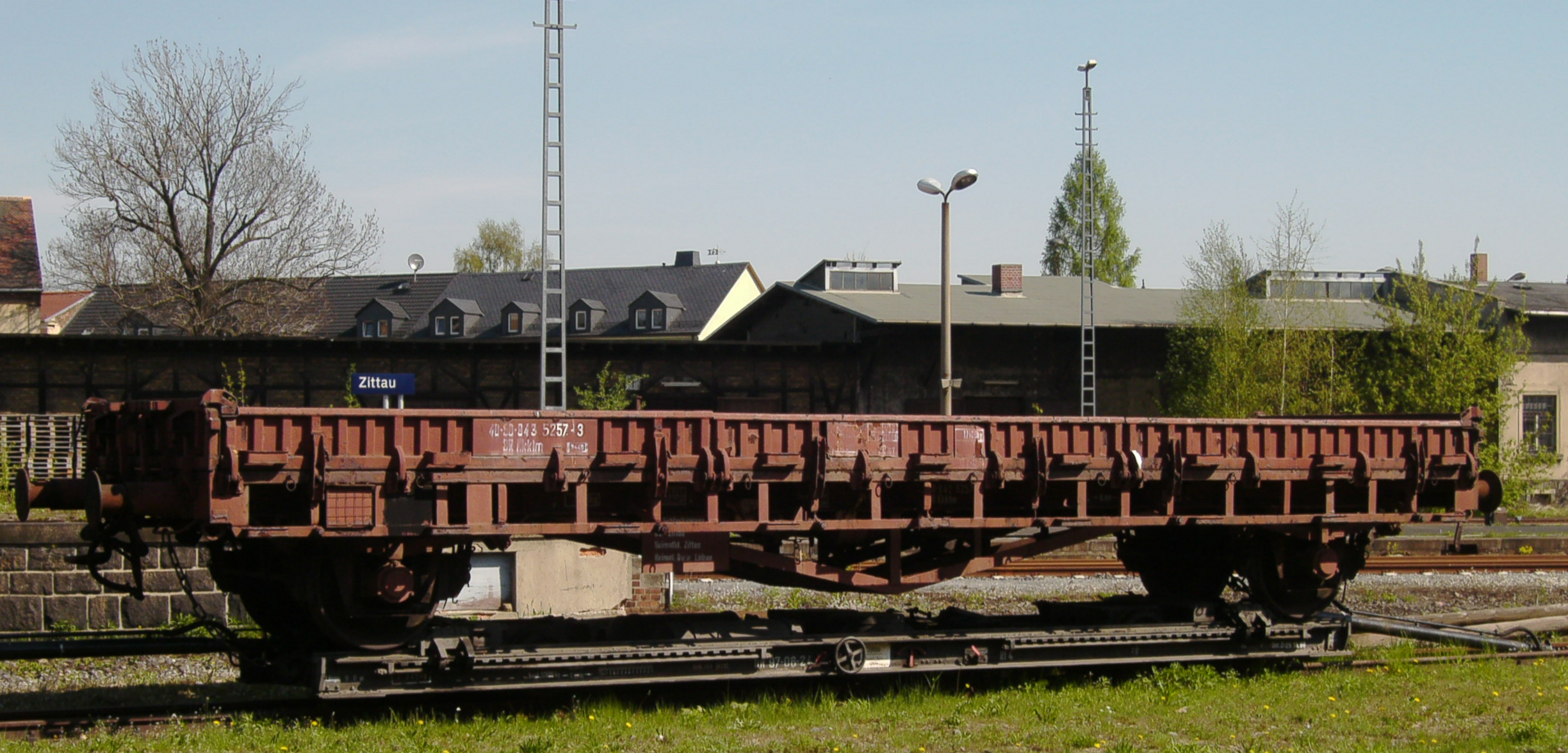
Rungenwagen - Rs Stuttgart

Die 1938 entwickelten Rungenwagen der Gattung R des Gattungsbezirk Stuttgart hatten einen Achsstand von 8000 mm, ein räumliches, diagonales Sprengwerk. Sie waren mit siebenlagigen und 1400 mm lange Tragfedern für eine Höchstgeschwindigkeit von 90 km/h zugelassen. Sie verfügten weiter über 18 hölzerne Seiten- und vier stählerne Stirnwandrungen. Die Wagen ohne Handbremse hatten eine Länge über Puffer (LüP) von 12 100, die mit Handbremse eine von 12 800 mm. Sie hatten ein Ladegewicht von 15 Tonnen, eine Tragfähigkeit von 17,5 Tonnen, eine Ladefläche von 28,5 m² und waren mit einer Hildebrand-Knorr-Druckluftbremse (Hik-Bremse) ausgerüstet. Die übrigen konstruktiven Neuerungen waren schon auf die Bedürfnisse des Militärs ausgerichtet: So dienten beispielsweise die komplett aus Stahl gefertigten Bordwände an den Stirnseiten auch als Überfahrbrücken. Wie schon bei dem 1934 gebauten Schienenwagen der Wagengattung „SSla Köln“ wurde bei den Wagen mit Handbremse zugunsten eines umklappbaren Bühnengeländers auf das Bremserhaus verzichtet.
1943 wurde das Ladegewicht dieser aus Walzprofilen geschweißten Rungenwagen der Gattung Rs von 15 auf 20 Tonnen angehoben, damit änderte sich die Wagengattung in „Rms Stuttgart“.

#### Zweiachsige Schienenwagen

##### Gattungszeichen Sm, Gattungsbezirk Augsburg
Die ab 1937 gebauten Schienenwagen mit einem Achsstand von 8000 mm, einer Ladelänge von 12 988 mm und 20 Tonnen Ladegewicht wurden ausschließlich ohne Handbremse ausgeliefert. Sie verfügten über ein Sprengwerk und waren ansonsten weitgehend mit den genieteten Schienenwagen der Austauschbauart identisch. Sie verfügten aber über eine Hildebrand-Knorr-Druckluftbremse für Güterzüge (Hikg) und neunlagige, 1400 mm lange Tragfedern.

##### Gattungszeichen Smr, Gattungsbezirk Augsburg
Diese nur ohne Handbremse gebauten Schienenwagen hatten einen Achsstand von 8000 mm, eine Ladelänge von 12 988 mm, ein Ladegewicht von 20 Tonnen und eine Länge über Puffer von 14 400 mm. Sie hatten jeweils sechs Rungen auf jeder Seite und waren auf russische Breitspur übergangsfähig. Das auffälligste äußerliche Merkmal waren die außenliegenden Fischbauch-Langträger mit kreisrunden Löchern. Da die Produktion dieses Wagens aber zu aufwändig war, wurden nur ungefähr zwanzig Exemplare gebaut.

#### Vierachsige Schienenwagen

##### Gattungszeichen SSla, Gattungsbezirk Köln (1934)
Die 1934 neuentwickelten vierachsigen Schienenwagen der Wagengattung „SSla Köln“ wurden statt mit einem Bremserhaus mit einem offenen Bremserstand versehen. Bei ihrer Konstruktion orientierte man sich an dem Schienenwagen der Austauschbauart der Wagengattung „SSl Köln“. Das umklappbare Bühnengeländer ermöglichte den Transport von langen Gegenständen über das Kopfende hinaus. Diese mit 14 stählernen Rungen ausgestatteten Wagen hatten eine Ladelänge von 18 050 mm, ein Ladegewicht von 40 Tonnen und eine Länge über Puffer von 20 100 mm. Sie hatten einen innenliegenden, fischbauchartigen Mittellangträger und waren mit einer Hildebrand-Knorr-Güteerzugbremse Hikg ausgerüstet.

##### Gattungszeichen SSla, Gattungsbezirk Köln (1940)
Diese ab 1940 gebaute vierachsige Schienenwagen hatten die gleichen Abmessungen wie die ab 1934 gebauten Wagen, wurden aber wegen des Rohstoffmangels aus den Stahlarten St37 und nicht mehr aus St52 gefertigt. Dieser Stahl geringerer Festigkeit erforderte eine Neukonstruktion des Wagenuntergestells und führte zu 16 Seitenrungen anstatt bisher 14 Rungen, um die Ladungssicherung während des Transport sicherzustellen. Außerdem wurde auf den Drehkranz verzichtet.

#### Vierachsige Flachwagen

##### Gattungszeichen SSy (SSkra), Gattungsbezirk Köln
Diese aus geschweißten Blechträgern und Profilen gefertigten vierachsigen Flachwagen wurden 1940 für den Transport von schweren Lasten neu entwickelt. Die ersten dieser auch als „Schwerlastwagen“ bezeichneten Güterwagen trugen anfangs das Gattungszeichen „SSkra“ und wurden den Gattungsbezirk „Köln“ zugeordnet. Auffällig war an diesen Wagen die geschwungenen, fischbauartigen Außenlangträger und die zwei geschweißten Pressblechdrehgestelle mit einem Achsstand von 1800 mm und einem Drehzapfenabstand von 6150 mm bei einer Länge über Puffer von 10 800 mm mit Bremserstand und einem Eigengewicht von 15,5 Tonnen. Sie hatten eine Ladelänge von 8800 mm bis zur Bremserbühne und eine Gesamtladelänge von 9500 mm. Anfangs noch mit einem Ladegewicht von 48 Tonnen änderte sich dies durch das neue Gattungszeichen „SSy“. Das Nebengattungszeichen „y“ stand bei diesen Wagen für ein Ladegewicht von 50 Tonnen, einen offenen Bremserstand, eine Ladelänge von 8800 mm und die Übergangsfähigkeit auf Breitspur. Sie verfügten auch über ein absenkbares Bremserbühnengeländer, ein Handrad für die Feststellbremse an jeder Wagenseite, vier abnehmbare stählerne Rungen auf jeder Wagenseite und eine Hildebrand-Knorr-Druckluftbremse (Hik).

##### Gattungszeichen SSys, Gattungsbezirk Köln
Die zweite Generation der ab 1942 gebauten Schwerlastwagen hatten die gleichen Abmessungen und Eigenschaften wie ihre Vorgänger. Äußerlich waren sie an den geänderten eckigen fischbauartigen Außenlangträgern zu erkennen. Sie verfügten auch über ein absenkbares Bremserbühnengeländer, über ein Handrad für die Feststellbremse an jeder Wagenseite, über acht abnehmbare stählerne Rungen und eine Hik Druckluftbremse. Sie waren aber für eine Höchstgeschwindigkeit von 90 km/h zugelassen und der Drehzapfenabstand betrug nur noch 5 950 mm.

#### Sechsachsiger Flachwagen

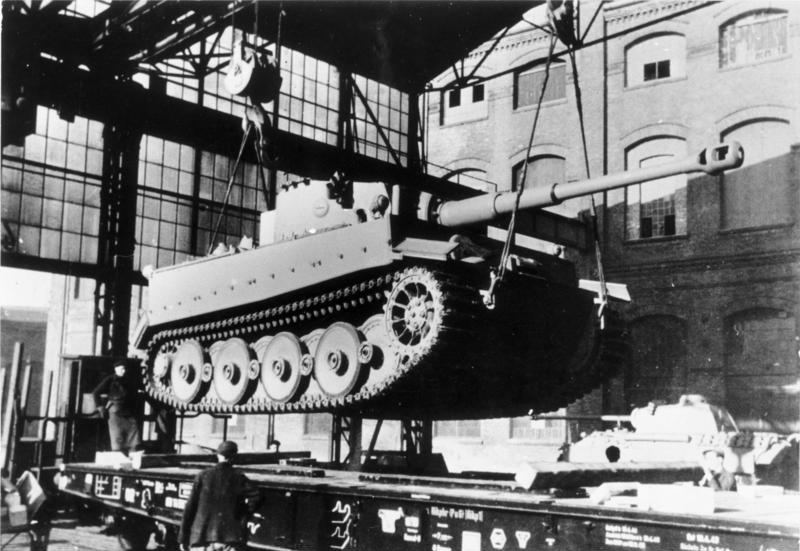
Verladung eines Tigers auf einen SSyms-Flachwagen

##### Gattungszeichen SSyms, Gattungsbezirk Köln
Diese 1942 gebauten Flachwagen verfügten über zwei dreiachsige Drehgestelle mit Gleitlagerradsätzen. Sie wurden für die Beförderung von schwereren Einzellasten, wie beispielsweise für Raupen- oder auch für militärische Fahrzeuge entwickelt. Äußerlich waren diese Schwerlastwagen an den äußeren, eckigen fischbauartigen Langträgern zu erkennen, weiter verfügten sie über ein absenkbares Bremserbühnengeländer und an jeder Wagenseite über ein Handrad für die Feststellbremse. Der Wagenboden bestand vollständig aus Holz und hatte keine Ladeschwellen. Das Nebenzeichen „ym“ beinhaltet: Ladegewicht über 50 Tonnen, offener Bremserstand, Ladelänge über 8800 mm und umsetzbar auf Breitspur. Sie waren für eine Höchstgeschwindigkeit von 90 km/h zugelassen und hatten acht abnehmbare stählerne Rungen. Diese Wagen hatten eine Ladelänge von 11 900 mm, eine Ladefläche von 36,7 m² und ein Ladegewicht von 80 Tonnen. Ihre Tragfähigkeit lag bei 82 Tonnen, ihr Eigengewicht bei 23,6 Tonnen und ihre Länge über Puffer betrug 13 200 mm. Sie waren mit einer Hildebrand-Knorr-Druckluftbremse ausgerüstet.

### Übersichtstabelle
Die nachfolgende Tabelle gibt einen Überblick über einige ausgewählte Wagengattungen, es werden nicht alle Wagentypen mit möglichen Nebenzeichen aufgeführt da die Tabelle ansonsten zu lang oder unverständlich werden würde. 
Die Spalte „DB“ gibt das Gattungszeichen und die Bauartnummer der Deutschen Bundesbahn, die ab 1951 gültig waren, wieder.
Die Spalte „DR“ gibt das Gattungszeichen und die Gattungsnummer der Deutschen Reichsbahn wieder, die ab 1951 angeschrieben wurden.
| Wagenart                                 | Gattungszeichen         | Gattungsbezirk          | Ladegewicht | Baujahr   | Merkmale                                        | DB               | DR         |
| ---------------------------------------- | ----------------------- | ----------------------- | ----------- | --------- | ----------------------------------------------- | ---------------- | ---------- |
| Gedeckter Güterwagen                     | Gs                      | Oppeln                  | 15 t        | 1937      | Achsstand 6000 mm                               | Gms 30           | Gs 07      |
| Gedeckte großräumige Güterwagen          | Glhs                    | Dresden                 | 15 t        | 1934      | Achsstand 7000 mm ab 1937 Ghs Oppeln            | Ghs 31           | Ghs 07     |
| Gedeckte großräumige Güterwagen          | Gls                     | Dresden                 | 15 t        | 1936      | Umsetzwagen, 65 km/h                            | Glms 38          | Gls 12     |
| Gedeckte großräumige Güterwagen          | Glt                     | Dresden                 | 15 t        | 1936      | zweiflüglige Stirntüren, beidseitig             | Glt 34           | Glt 13     |
| Gedeckte großräumige Güterwagen          | GGhs (Vierachsig)       | Dresden                 | 15 t        | 1934      | 41,7 m² Ladefläche                              | GGhs 41          | GGhs 15    |
| Gedeckte großräumige Güterwagen          | GGhs/GGths (vierachsig) | Bromberg                | 51 t        | 1942      | 44,5 m² Ladefläche GGths mit Stirntüren         | GGhs 42 GGths 43 | GG(t)hs 15 |
| Klappdeckelwagen                         | K (Versuchswagen)       | Wuppertal               | 20 t        | 1936      | Außen- u. Innenlangträger                       | –                | –          |
| Klappdeckelwagen                         | Kmr                     | Wuppertal               | 20 t        | 1941      | Außenlangträger                                 | Kmr 35           | –          |
| Verschlagwagen                           | V                       | Altona, ab 1937 Hamburg | 15 t        | 1935      | 1610 mm breite Schiebetür                       | V 33             | V 23       |
| Offene Güterwagen                        | Om                      | Breslau                 | 20 t        | 1935      | Hohlprofile                                     | Om 30            | Om 37      |
| Offene Güterwagen                        | Om                      | Essen                   | 20 t        | 1937      | Walzprofile                                     | Om 30            | Om 36      |
| Offene Güterwagen                        | Omm                     | Linz                    | 24,5 t      | 1939      | siehe Text                                      | Omm 32           | Omm 42     |
| Offene Güterwagen                        | Ommu                    | Villach                 | 24,5 t      | 1941      | Regelformst. Außenlangträger                    | Omm 33           | Omm 43     |
| Rungenwagen                              | R                       | Stuttgart               | 15 t        | 1936      | Achsstand 7000 mm                               | R 30             | R 61       |
| Rungenwagen                              | Rs                      | Stuttgart               | 15 t        | 1938      | Achsstand 8000 mm; wurde 1943 zu „Rms“          | Rms 31           | Rms 61     |
| Zweiachsiger Schienenwagen               | Sm                      | Augsburg                | 20 t        | 1937      | Sprengwerk                                      | Sm 34            | Sm 64      |
| Zweiachsiger Schienenwagen               | Smr                     | Augsburg                | 20 t        | 1940      | Blechbauart, Fischbauch außenliegend            | Smr 35           | Smr 65     |
| Vierachsiger Schienenwagen               | SSla                    | Köln                    | 40 t        | 1934 1940 | Blechträger u. Profile, Fischbauch innenliegend | SSlma 44         | SSla 65    |
| Vierachsige Flachwagen Schwerlastwagen   | SSy (SSkra)             | Köln                    | 50 t        | 1940      | Blechträger u. Profile geschwungene Langträger  | SSy 45           | SSy 65     |
| Vierachsige Flachwagen Schwerlastwagen   | SSys                    | Köln                    | 50 t        | 1942      | Blechträger u. Profile eckigere Langträger      | SSy 45           | SSys 65    |
| Sechsachsiger Flachwagen Schwerlastwagen | SSyms                   | Köln                    | 80 t        | 1942      | Blechträger u. Profile eckigere Langträger      | SSym 46          | SSyms 65   |
| Drehschemelwagen                         | Hm                      | Regensburg              | 20 t        | 1943      | Versuchswagen                                   | H                | –          |

## Die Güterwagen der Sonderbauart
Die nachfolgenden Güterwagen in Sonderbauart sind Wagen, die größtenteils aus Standardwagen in geschweißter Bauart entstanden, aber über eine besondere Ausstattung verfügen oder besondere Eigenschaften haben. So ist ein Kühlwagen ein gedeckter Güterwagen mit Sonderausstattung; er verfügt über eine Isolierung und ist beispielsweise mit Eisbehältern, Luftumwälzern oder Fleischhaken ausgestattet. Eine Sonderbauart kann aber auch ein Güterwagen sein, der besonders lang ist oder über abnehmbare Behälter verfügt.
Die nachfolgenden aufgeführten Güterwagen stellen nur einen kleinen Teil aller neu- und weiterentwickelten Wagen zwischen 1939 und 1945 dar.

### Gedeckte Güterwagen in Sonderbauart

#### Stallungswagen

##### Gattungszeichen GGvwehs, Gattungsbezirk Dresden
Diese vierachsigen gedeckten großräumigen Güterwagen wurden 1935 für den Transport von Pferden gebaut und verfügten über einen Begleiterraum in der Wagenmitte sowie über zwei Laderäume für je zwei Pferde. Die Wagen hatten jeweils zwei große Seitenklappen auf jeder Wagenseite zum Be- und Entladen der Tiere und eine Tür zum Begleiterraum. Diese Drehgestell-Güterwagen mit Außenlangträgern wurden nur mit Bremserhaus gebaut, hatten eine Ladelänge von 16.620 mm, ein Ladegewicht von nur 3,5 Tonnen, ein Eigengewicht von 22,1 Tonnen und eine Länge über Puffer von 11.940 mm. Sie verfügten über eine Leitung für eine elektrische Heizung sowie über eine Dampfheizleitung und als Schnellläufer-Güterwagen waren sie für eine Geschwindigkeit von 120 km/h zugelassen. Ein weiterer Stallungswagen war der 1907 gebaute preußische, dreiachsige Stallungswagen „Gnfwl Halle“ der Länderbauart für sechs Pferde und ist bei der Deutschen Reichsbahn als Wagengattung „Gvwhs Stettin“ wiederzufinden.

#### Vierachsiger Klappdeckelwagen

##### Gattungszeichen KKt, Gattungsbezirk Saarbrücken
Diese vierachsigen Sattelwagen für den Transport von Koks hatten eine Einrichtung zur Selbstentladung und waren nicht kippfähig. Die ab 1935 gebauten Großraumgüterwagen waren eine Weiterentwicklung der Wagengattung „KKt Oldenburg“ und hatten eine Länge über Puffer von 14.155 mm, ein Ladevolumen von 90 m³, ein Ladegewicht von 55,5 Tonnen und ein Eigengewicht von 22,4 Tonnen. Der Drehzapfenabstand betrug 6.850 mm und sie waren mit einer Hildebrand-Knorr-Druckluftbremse ausgerüstet. (DB: KKt 45)

#### Kühlwagen
Kühlwagen sind eine Sonderbauart der gedeckte Güterwagen und wurden unter anderem in den Varianten als Tiefkühlwagen, Seefisch-Kühlwagen, Fleisch-Kühlwagen, Universalkühlwagen und Behelfskühlwagen gebaut. Die Kühlwagen gehörten zum „Gattungsbezirk Berlin“ und hatten immer das Gattungszeichen „G“ und das Nebenzeichen „k“ sowie weitere Nebenzeichen je nach ihren Eigenschaften. Das Nebenzeichen „k“ stand in Verbindung mit „G“ für Kühlwagen. Ende 1942 wurde für diese Wagengattung das Gattungszeichen „T“ eingeführt; diese neue Wagengattung wird auch als Kühlwagen der Kriegsbauarten bezeichnet, es sind aber Wagen der geschweißten Bauart. Weiter wurde noch das Nebenzeichen „b“ für Fährbootwagen eingeführt und löste damit das Nebenzeichen „f“ ab. Einige ältere Kühlwagen und auch neuere Universalkühlwagen erhielten aber trotzdem noch das Gattungszeichen „Gk“. Während des Zweiten Weltkrieges wurden die Wagen in Betongrau (RAL 7023) gestrichen und nicht mehr in Grauweiß (RAL 9002); die großen roten oder schwarzen Anschriften wie „Kühlwagen“ oder „Seefische“ entfielen. Bei den neueren Universalkühlwagen wurden in die Dachkonstruktion zwischen vier bis acht Flettner-Lüfter eingebaut.

##### Bier- und Fleischkühlwagen, Gattungszeichen Gkhs, Gattungsbezirk Berlin

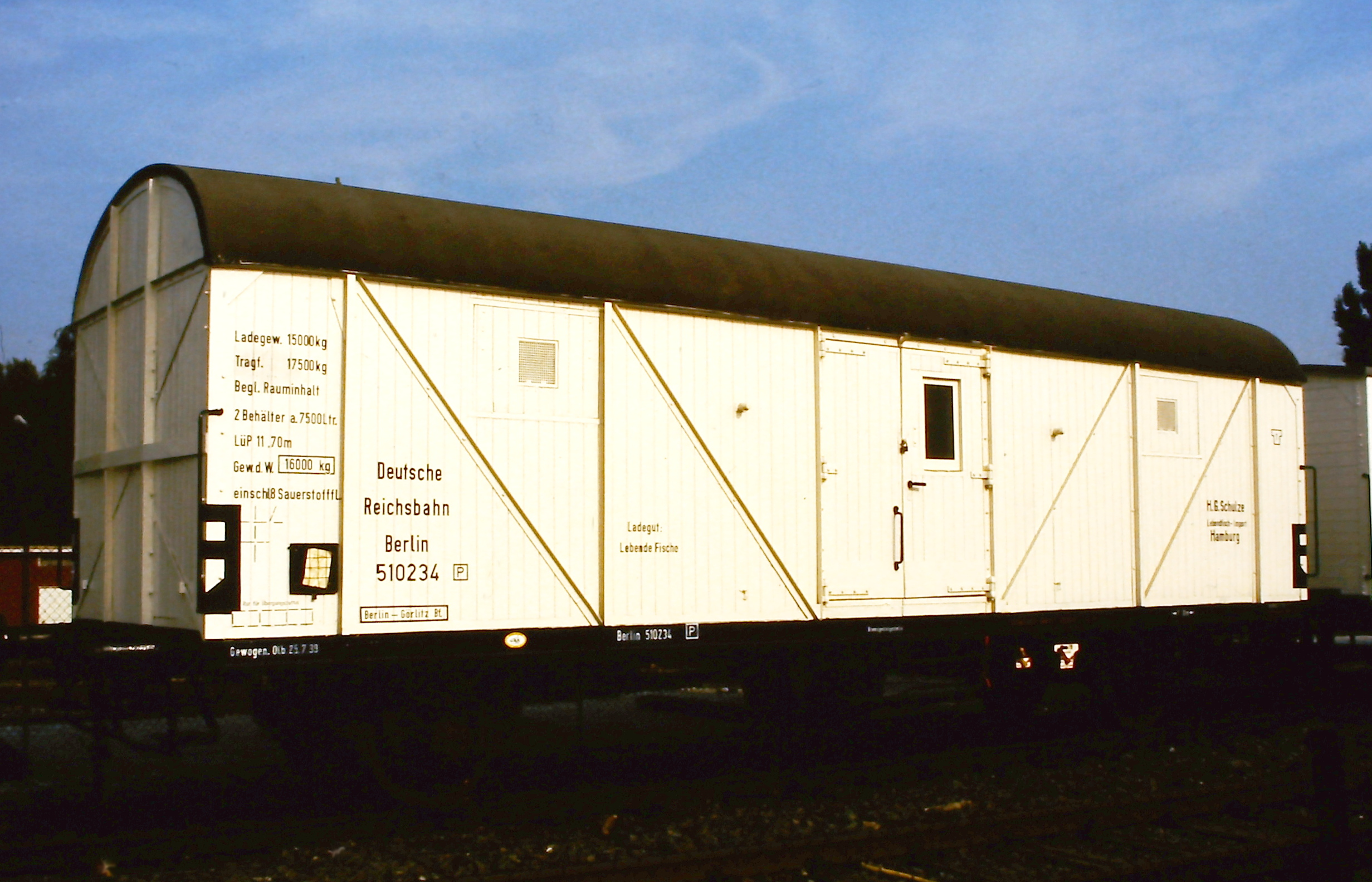
Kühlwaggon Tnhs 31 für den Transport lebender Fische

Diese ab 1936 gebauten Kühlwagen wurden in verschiedenen Ausführungen ausgeliefert. Sie wurden zum Lebensmitteltransport eingesetzt, die meisten dieser Wagen wurden für Fleischtransporte genutzt.
Sie hatten eine Ladelänge von 9.056 mm bis 9.126 mm, ein Eigengewicht von 15 Tonnen, ihr Ladegewicht bei 15 Tonnen und eine Länge über Puffer 17.500 mm ohne Handbremse. Sie waren mit einer Dampfheizleitung ausgestattet und als sogenannte Schnellgüterwagen für eine Geschwindigkeit von 90 km/h zugelassen, weiter verfügten sie über zwei Wassereisbehälter mit vier Ladeluken die in den Enden der Seitenwände untergebracht waren. Auf ihren Tonnendächern waren acht Flettner-Lüfter untergebracht, außerdem waren sie mit kreuzförmigen Diagonalstreben an den Stirnwänden verstärkt. Weiter verfügten sie über eine Hik-GP-Bremse bei einem Achsstand von 7.000 mm und wurden mit 9-lagigen und 1.650 mm langen Tragfedern gebaut. Die als Bierkühlwagen bezeichneten Wagen gehörten in den Wagennummernbereich „3001–3040“ und mit 220 Fleischhaken ausgestatteten Wagen in den Nummernbereich 6001–8000. Ab 1943 wurden diese Wagen der neuen T-Gruppe zugeordnet und als Fleischkühlwagen mit dem Gattungszeichen „Tnhs“ versehen und als Bierkühlwagen mit dem Gattungszeichen „Tnohs“. Hierbei stehen die Nebenzeichen „n“ für „nicht für Gefriergut geeignet“ und „o“ für „ohne Fleischhaken“. Bei der DB wurden diese Wagen mit dem Gattungszeichen Tn…hs und der Bauartnummer 31 geführt.

##### Fischkühlwagen, Gattungszeichen Gkhs, Gattungsbezirk Berlin
Diese Ausführungen der Wagengattung Gkhs Berlin war nur für den Transport von Seefischen vorgesehen. Sie verfügte über eine Handbremse, hatte keine Flettner-Lüfter, keine Haken für Trockeneisbehälter, keine Eiskästen und keine Fleischhaken. Die Wagen hatten ansonsten dieselben Abmessungen, aber ein Eigengewicht von 13,8 Tonnen, eine Länge über Puffer von 12.200 mm und ein Ladevolumen von 60 m³. Sie gehörten in den Nummernbereich 8001–9999 und wurden ab 1943 zur Wagengattung „Tnfhs Berlin“.

##### Universalkühlwagen, Gattungszeichen Tn…, Gattungsbezirk Berlin
Diese Ende 1942 gebauten Wagen waren eine Weiterentwicklung der schon 1936 gebauten Kühlwagen Gkhs; sie wurden für verschiedene Zwecke verwendet, aber meistens für den Biertransport genutzt. Sie waren mit einer Dampfheizleitung ausgestattet und für 90 km/h zugelassen, besaßen aber 650 mm lange Puffer und hatte 1.510 mm × 1.771 mm kleinere Ladetüren als ihre Vorgänger. Sie waren nicht für Gefriergut geeignet.

##### Behelfskühlwagen, Gattungszeichen Gkh, Gattungsbezirk Berlin
Diese 1942 gebauten Kühlwagen sind umgebauten Güterwagen der Wagengattung „Gls Dresden“, sie wurden mit einer 100 mm dicken Isolierung versehen, hatten Wassereisbehälter mit Ladeluken, doppelflügelige Ladetüren und eine Dampfheizleitung. Weiter hatten sie 7-lagige und 1.400 mm lange Tragfedern und verfügten über eine Hik-GP-Bremse. Sie waren nicht geeignet für Gefriergut und wurden hauptsächlich zum Transport von Butter und Milchprodukten genutzt. Der Wagennummernbereich war „1729–1928“, ab 1943 wurden sie zur Wagengattung „Tno Berlin“, weitere Nebenzeichen möglich. Bei der DB wurden diese Wagen mit dem Gattungszeichen Tnohs und der Bauartnummer 39 geführt.

##### Vierachsiger Universalkühlwagen, Gattungszeichen GGkhs, Gattungsbezirk Berlin
Diese vierachsigen Universalkühlwagen wurden 1943 gebaut und waren eine Neuentwicklung mit Korbbogendach und Dacheisluken. Ihr Ladegewicht lag bei 36 Tonnen, ihre Ladelänge bei zwei mal 5.930 mm, die Länge über Puffer betrug 16.700 mm, sie waren für eine Geschwindigkeit bis 120 km/h zugelassen. Erst 1949 wurden wieder weitere vierachsige Kühlwagen gebaut, sie trugen das Gattungszeichen TThs; Gattungsbezirk Berlin. Bei der DB wurden sie ab 1951 als TThs 43 geführt.

### Offene Güterwagen in Sonderbauart

#### Selbstentladewagen

##### Gattungszeichen Otmm, Gattungsbezirk Mainz
Diese ab 1943 gebauten Schotterwagen hatten ein Ladegewicht von 26,5 Tonnen, Bodenklappen zur Entladung und in der Regel diagonal versetzte Klappen in den Wänden.

#### Kübelwagen

##### Gattungszeichen Ok, Gattungsbezirk Nürnberg
Die ersten Kübelwagen wurden schon 1934 gebaut, aber erst 1942 weiterentwickelt; wahlweise konnten zwei Kokskübel oder drei Kohlekübel transportieren werden. Diese zweiachsigen Wagen mit Außenlangträger hatten ein Ladegewicht von 26 Tonnen, einen Achsstand von 4.000 mm und eine Länge über Puffer von 7.300 mm. Sie wurden hauptsächlich für den Transport von Kohle und Koks von Binnenhäfen aus zu verschiedenen Eisenhütten im Ruhrgebiet eingesetzt. Eine später artverwandte Wagengattung sind die ab 1949 gebaute Behälter-Tragwagen. 

#### Offener Fährbootwagen

##### Gattungszeichen Rbhs, Gattungsbezirk Saarbrücken
Diese geschweißten Fährbootwagen sind eine Sonderbauart der Rungenwagen und wurden aus Walzprofilen hergestellt. Sie waren eine Weiterentwicklung der ab 1928 gebauten Fährbootwagen der Wagengattung „Rfh Stuttgart“ und hatten ein Ladegewicht von 15 Tonnen, eine Ladelänge von 10.660 mm sowie eine Länge über Puffer von 12.730 mm. Sie waren für eine Geschwindigkeit von 90 km/h zugelassen.

#### Tiefladewagen

##### Gattungszeichen SSt Gattungsbezirk Köln
Dieser nach Skizze 38 gebaute Wagen war einer der wenigen Tiefladewagen der Deutschen Reichsbahn, die meisten im Wagenpark eingestellten Tiefladewagen gehörten privaten Unternehmen. Der 1939 gebaute sechsachsige Wagen mit einer 23.200 mm langen durchgehenden Ladebrücke hatte eine Tiefladelänge von 12.000 mm. Er wurde wie die meisten Tiefladewagen aus St52-Stahl gefertigt und hatte eine Tragfähigkeit von 80 Tonnen, ein Eigengewicht von 39 Tonnen und eine Länge über Puffer von 24.504 mm. An den beiden offenen Bremserbühnen waren abklappbare Geländer angebracht, um auch längere Güter transportieren zu können. Der Wagen war mit einer Hildebrand-Knorr-Bremse ausgerüstet und die beiden Drehgestelle konnten um jeweils 180° gedreht werden.

## Bauarten-Übersicht
Siehe hierzu: Güterwagen-Bauarten-Übersicht bis 1945

## Bezeichnung und Anstrich
Fast alle Güterwagen der Deutschen Reichsbahn wurden ab 1922 mit dem Schriftzug „Deutsche Reichsbahn“ sowie mit dem Namen des „Gattungsbezirks“, einer „Wagennummer“ und einem „Gattungszeichen“ versehen. 
Die Aufbauten wurden ab 1927 in rotbrauner Farbe (RAL-13) gestrichen und ab 1935 in RAL-13a. Die Tonnendächer wurden in hellgrauer Farbe (RAL-2) und die Wagenrahmen in schwarzer Farbe (RAL-5) gestrichen. 1940 erfolgte die Umstellung der RAL-Farbnummern von ein- und zweistelligen Nummern (RAL 840 B2) hin zu vierstelligen Nummern (RAL 840 HR). Ab 1940 wurden die Farben für die Anstriche der Güterwagen nochmals geändert, so wurden beispielsweise ab 1943 die eisernen Dächer der gedeckten Güterwagen in schwarzgrauer Farbe (RAL-7021) gestrichen und nicht mehr in RAL-7009. 1942 trugen die meisten Güterwagen nur noch den Schriftzug „DR“, den Namen des „Gattungsbezirks“, eine „Wagennummer“ und ein „Gattungszeichen“. 
RAL-Farbnummer-Umstellung (Auszug):
- RAL 1 → RAL 9002 Grauweiß
- RAL 2 → RAL 7009 Grüngrau
- RAL 3 → RAL 6006 Grauoliv
- RAL 4 → RAL 7016 Anthrazitgrau
- RAL 5 → RAL 9005 Tiefschwarz
- RAL 6 → RAL 2002 Blutorange
- RAL 13 → RAL 8013 Rotbraun
- RAL 13a → RAL 8012 Braunrot
- RAL 28 → RAL 6007 Flaschengrün

### Zusätzliche Gattungsbezirke
Die Deutsche Reichsbahn fasste schon ab 1921 alle Güterwagen mit gleichen oder ähnlichen Verwendungsmöglichkeiten in sogenannte „Gattungsbezirke“ zusammen, diese erhielten Namen deutscher Städte, meist Städte mit Sitz einer Reichsbahndirektion. So kamen ab 1934/35 folgende Gattungsbezirke hinzu:
| Gattungsbezirke | Gattungszeichen  | Wagenart                                          | Bauart                 | Zeitraum |
| --------------- | ---------------- | ------------------------------------------------- | ---------------------- | -------- |
| Bromberg        | GG               | gedeckte vierachsige Wagen                        | geschweißte Bauart     | ab 1943  |
| Danzig          | Om               | offene Wagen                                      | polnische Bauart       | ab 1939  |
| Frankfurt       | O                | offene Wagen                                      | polnische Bauart       | ab 1939  |
| Hamburg         | V                | Verschlagwagen                                    | L, V, A, G*            | ab 1937  |
| Karlsruhe       | G                | gedeckter Güterwagen (auch für Personentransport) | Verbandsbauart A2      | ab 1938  |
| Kattowitz       | OOfs             | vierachsige offene Wagen                          | Versuchsbauart         | ab 1942  |
| Linz            | O                | offene Wagen                                      | geschweißte Bauart     | ab 1938  |
| Ludwigshafen    | O                | offene Güterwagen                                 | ausländische Bauart    | ab 1939  |
| Oppeln          | G                | gedeckte Wagen                                    | geschweißte Bauart     | ab 1937  |
| Posen           | Gu               | gedeckte Wagen                                    | polnische Bauart       | ab 1940  |
| Saarbrücken     | Gf,Rf / OOt, KKt | Fährbootwagen / vierachsige Selbstentladewagen    | Austauschbauart        | ab 1935  |
| Villach         | Ommu             | offene Wagen                                      | geschweißte Bauart     | ab 1941  |
| Wien            | Olm              | offene Wagen                                      | österreichische Bauart | ab 1938  |

 * (L = Länderbahnbauart; V = Verbandsbauart; A = Austauschbauart; G = geschweißte Bauart) 
Siehe hierzu auch:
- Gattungsbezirke ab 1921
- Zusätzliche Gattungsbezirke ab 1926
- Zusätzliche Gattungsbezirke ab 1942

## Privatgüterwagen
Die privaten Güterwagen, die auch im Wagenpark der Deutschen Reichsbahn eingestellt waren, wurden von Unternehmen wie MAN, der Gothaer Waggonfabrik (GWF) oder der Waggon- und Maschinenbau AG WUMAG hergestellt. Diese Unternehmen waren genauso von dem Rohstoffmangel betroffen wie die Deutsche Reichsbahn selbst. Wie auch die Güterwagen der Deutschen Reichsbahn wurden Privatgüterwagen ab circa 1924 mit dem Schriftzug „Deutsche Reichsbahn“ versehen, sie erhielten aber kein Gattungszeichen, sondern den Namen der Reichsbahndirektion in der sich der Heimatbahnhof des Wagens befand, sowie eine Wagennummer im Bereich von 500.000 bis 599.999 und den eingerahmten Großbuchstaben „P“.
Der Rohstoffmangel für den Waggonbau wird vor allem bei den privat eingestellten Kesselwagen deutlich; sowohl beim zweiachsigen als auch beim vierachsigen Kesselwagen gab es zwei dominierende Bauarten: 
- Bauart Uerdingen, mit durchgehendem Blechlangträger und Rahmenlangträgern unter dem Kessel
- Bauart Deutz, der Kessel ist ein selbsttragendes Teil des Wagens, bei dem zwischen den Drehgestellen außer der Bremsanlage nichts weiter montiert wurde.

## Drehgestelle
Die Entwicklung der Drehgestelle war ebenso von den Kriegsauswirkungen betroffen wie auch andere Bereiche. So wurden beispielsweise die ersten neuen Drehgestelle der geschweißten Pressblech-Bauart 1940 bei Westwaggon in Köln-Deutz gebaut; mit 2.000 mm Achsstand für den vierachsigen Schienenwagen SSla sowie für verschiedene Kesselwagen und mit 1.800 mm Achsstand für den Schwerlastwagen SSy.
Ab 1943 wurde diese Bauart vereinfacht und als sogenannte Drehgestelle in Kriegsbauart in einer Stückzahl von über 35.000 Stück hergestellt, diese wurden unter anderem für Flachwagen, Kesselwagen und Wannentender verwendet.